# Martina Lindorfer
Martina Lindorfer (geb. 1984 in Linz) ist eine österreichische Informatikerin. Seit 2018 war sie erst Assistenzprofessorin mit Tenure-Track-Status in der Forschungsabteilung für Sicherheit und Datenschutz an der Technischen Universität (TU) Wien, bis sie nach dem erfolgreichen Abschluss ihres Tenure-Track im September 2023 den Rang einer Associate Professorin erhielt. Mit ihrer Forschungsgruppe arbeitet sie zur automatisierten Schadensabwehr, Datensicherheit, und der Sicherheit von Mobilgeräten. Sie wurde für ihre außergewöhnlichen Leistungen auf dem Gebiet der Informationstechnologie 2018 mit dem Cor Baayen Young Researcher Award des Europäischen Forschungskonsortiums für Informatik und Mathematik und 2019 mit dem Hedy-Lamarr-Preis der Stadt Wien ausgezeichnet.

## Leben
Martina Lindorfer studierte von 2003 bis 2006 Computer- und Mediensicherheit an der Fachhochschule Oberösterreich Campus Hagenberg und nach Abschluss des Bachelorstudiums von 2006 bis 2011 Software Engineering und Internet Computing an der Technischen Universität (TU) Wien. Dort schloss sie ein Doktorat zu Malware Analysis and Mobile Security an und promovierte 2016 mit einer Dissertation über Malware Through the Looking Glass: Malware Analysis in an Evolving Threat Landscape mit Auszeichnung des österreichischen Bundespräsidenten (Sub auspiciis).
Nach ihrer Promotion war Lindorfer Postdoc in der Computer Security Group (SecLab) an der University of California, Santa Barbara. Seit 2018 ist sie Assistenzprofessorin (Tenure Track) in der Forschungsabteilung für Sicherheit und Datenschutz an der TU Wien. Neben der akademischen Lehre (seit 2019), ihrer Tätigkeit als Gutachterin für verschiedene Zeitschriften (z. B. ACM Transactions on Privacy and Security, IEEE Transactions on Computers, International Journal of Information Security) und zahlreichen organisatorischen Aktivitäten wie der Ausrichtung von Panels bei Fachtagungen und Workshops, ist Lindorfer Key Researcherin bei SBA Research, dem größten Forschungszentrum in Österreich, das sich ausschließlich mit Informationssicherheit beschäftigt.
Nachdem sie 2018 bereits den Cor Baayen Young Researcher Award vom Europäischen Forschungskonsortium für Informatik und Mathematik (ERCIM) erhalten hatte, wurde Martina Lindorfer 2019 für ihre außergewöhnlichen Leistungen auf dem Gebiet der Informationstechnologie – ganz konkret für ihre Forschung zum Erkennen und Abwehren von Schadsoftware auf Smartphones und anderen mobilen Endgeräten – mit dem mit 10.000 Euro dotierten Hedy-Lamarr-Preis ausgezeichnet. Die Fachjury, bestehend aus den Professorinnen Martina Mara (JKU Linz), Ivona Brandic (TU Wien), Laura Kovacs (TU Wien) und der letztjährigen Preisträgerin Verena Fuchsberger-Staufer, wählte sie aus einer vom Wissenschaftsfonds (FWF) zusammengestellten Shortlist österreichischer, international hochkompetitiver Projekte aus und begründete die Entscheidung folgendermaßen:

„Dr.in Martina Lindorfer beschäftigt sich in ihrer Forschung mit Methoden zur automatisierten Erkennung und Abwehr von Schadprogrammen auf mobilen Geräten. Sie hat dazu eine Sandbox für Android-Apps entwickelt, die sie auch öffentlich zur Verfügung stellte. Dr.in Lindorfers Forschung ermöglicht Erkenntnisse zu wissenschaftlichen, angewandten als auch regulatorischen Fragen. Die Aktualität und Relevanz ihrer Forschung, aber auch ihr Beitrag für die Gesellschaft sind bemerkenswert.“

Lindorfer hat es sich zum Ziel gesetzt, durch ihre Rolle als Assistenzprofessorin an der TU Wien mehr junge Frauen für das Thema IT-Sicherheit zu begeistern. Infolge der Lockdowns und Homeoffice-Regelungen während der COVID-19-Pandemie in Österreich wurde ihre Expertise zum Thema Digitalisierung und Sicherheit und auch konkret zum Einsatz von „Big Data gegen Corona“ eingeholt.

## Publikationen

### Dissertation
- Malware Through the Looking Glass: Malware Analysis in an Evolving Threat Landscape. Technische Universität Wien, 2015 (Digital abrufbar über die Website von Martina Lindorfer).

### Artikel in Zeitschriften und Sammelbänden (Auswahl)
- mit O. van der Toorn et al.: TXTing 101: Finding Security Issues in the Long Tail of DNS TXT Records. In: International Workshop on Traffic Measurements for Cybersecurity (WTMC). IEEE, 2020, ISBN 978-1-72818-598-9.
- mit T. van Ede et al.: FlowPrint: Semi-Supervised Mobile-App Fingerprinting on Encrypted Network Traffic. In: Network and Distributed System Security Symposium (NDSS). Internet Society, 2020, ISBN 1-891562-61-4.
- mit H. Aghakhani et al.: When Malware is Packin' Heat; Limits of Machine Learning Classifiers Based on Static Analysis Features. In: Network and Distributed System Security Symposium (NDSS). Internet Society, 2020, ISBN 1-891562-61-4.
- mit R. Konoth et al.: MineSweeper. An In-depth Look into Drive-by Cryptocurrency Mining and Its Defense. In: Proceedings of the 2018 ACM Conference on Computer and Communications Security (CCS). ACM, 2018, ISBN 978-1-4503-5693-0, S. 1714–1730.
- mit E. Pan et al.: Panoptispy: Characterizing Audio and Video Exfiltration from Android Applications. In: Privacy Enhancing Technologies Symposium (PETS). DeGruyter, 2018, S. 33–50.

## Auszeichnungen (Auswahl)
- Promotion sub auspiciis praesidentis, 2016
- Best Paper Award, CSAW Applied Research Competition for Drammer, 2017
- Pwnie award, Best Privilege Escalation Bug for Drammer, 2017
- Best Research Award, International Conference on Computing Systems (CompSys) for GuardION, 2018
- Cor Baayen Young Researcher Award des Europäischen Forschungskonsortiums für Informatik und Mathematik (ERCIM), 2018
- Hedy Lamarr Preis der Stadt Wien, 2019
- Inaugural Early Career Award for Women in Cybersecurity Research (CyberW), 2020[7]